# خایمه آنسینس
 خایمه آنسینس (انگلیسی: Jaime Oncins؛ زاده ۱۶ ژوئن ۱۹۷۰) یک تنیس‌باز اهل برزیل است. 